# 김순경
김순경(金舜敬, 1920년 함경남도 함흥시 출생 ~ 2003년)는 대한민국의 화학자, 템플 대학교 명예교수이다.

## 학력
- 1942.04 ~ 1944.09 日 오사카 대학 화학과 졸업 (이학사)
- 1954.09 ~ 1956.05 美 예일 대학교 대학원 화학과 졸업 (이학박사)

## 주요경력
- 1944.10 ~ 1946.01 日 교토 대학 대학원 화학과 연구원
- 1946.02 ~ 1947.02 서울대학교 화학과 강사
- 1947.04 ~ 1949.02 중앙연구원 연구원
- 1949.03 ~ 1965.09 서울대학교 화학과 조교수, 교수
- 1962.04 ~ 1966.08 美 브라운 대학교 화학과 방문교수
- 1966.09 ~ 1969.08 美 루이빌 대학교 화학과 교수
- 1973.01 ~ 1973.07 네덜란드 레이던 대학교 로렌츠연구소 안식년 교수
- 1980.06 ~ 1980.12 영국 옥스퍼드 대학교 안식년 교수
- 1969.09 ~ 1990.06 美 템플 대학교 화학과 교수
- 1990.07 ~ 2003.03 美 템플 대학교 명예교수

## 생애 및 업적
이론 물리 및 화학 분야에서 학문적 성과를 이루고 후진 양성에 힘쓴 대한민국 화학자
한국전쟁 전후로 혼란스러웠던 1951년 서울대학교 화학과 교수로 부임했으며, 1956년 미국 예일 대학교에서 박사학위를 마치고 돌아왔다. 열악한 상황에서도 양자 화학, 물리화학, 열역학 등을 가르치며 후진 양성을 위해 대한민국 화학계의 후학 양성을 위해 이후 1965년까지 17년간 서울대학교에 재직하며 학문 전파에 매진했다.

### 화학을 물리학으로 접근한 ‘군론’(群論․Group Theory)'
특히, 화학을 물리학으로 접근한 ‘군론(群論, Group Theory)’분야에서 21편의 논문을 발표하며 물리학 이론 및 화학 분야에서 세계적 명성을 얻었다. 영국 케임브리지 대학교는 이 연구 업적을 기려, 1999년 군론 연구를 집대성한 책을 발간했고, 한국연구재단은 2012년 한국 학술연구 100년을 분석한 보고서에서 이 연구 업적을 주요 성과로 꼽았다.
또한, 강전해질(strong electrolyte) 용액론은 미국 예일 대학교에서 노벨 화학상 수상진인 라르스 온사게르Lars Onsager, 1968년 노벨화학상 수상자) 교수의 지도하에 이뤄졌는데, 강전해질 용액에서 이완 및 ‘Wien 효과’(영어)를 이론적으로 규명하며 탁월한 연구로 평가받고 있다. 이 외에도 일반적인 통계역학 및 화학이론분야에 9편의 논문을 발표하는 등 이론 물리와 화학분야의 기초를 다졌다.
한편 광복과 전쟁을 거치며 침체기에 놓여 있던 대학화학회의 조직을 개편, 운영체제를 간사장 책임제로 개선하고 직접 초대 간사장직을 수행하면서 학회활동을 적극적으로 수행했다. 또한 냉전체제 속에 러시아(구 소련)의 반대를 무릅쓰고 1963년 한국의 국제순수화학및응용화학연합회(IUPAC)의 입회 승인을 얻어냈다.

### 재미한인과학기술자협회(KSEA)를 창립해한국과학기술연구원(KIST)과포항공과대학교(포스텍) 설립에 기여
1968년도에는 미국에서 재북미한인화학화공자협회를 창립하고 초대 부회장 및 2대 회장을 역임하며 미주지역에서의 대한민국 화학계의 중흥을 위해 노력했으며 1971년 말에는 미주에 거주하며 과학 및 공학의 여러 분야에서 일하는 한국인들의 상호유대 강화와 모국의 과학기술 발전에 기여를 목적으로 재미한국과학기술자협회(KSEA)를 창립했다. 이는, 미국의 과학 및 공학 분야에서 일하는 한인 과학자들의 상호 유대를 공고히 했다.
통계역학, 수리물리학, 화학, 이론물리학, 물리학 등 여러 물리 및 화학분야에서 72편의 논문과 4권의 저서, 3권의 역서를 발간했다. 이러한 국가와 사회발전에 이바지한 공로가 인정되어 1961년에는 한국과학학술원상, 1972년에는 국민훈장 동백훈장, 1996년에는 무궁화 훈장이 수여했으며, 2017 대한민국 과학기술유공자 자연분야에 지정되었다.

## 상훈
- 1961.07 대한민국학술원상
- 1972.08 동백훈장
- 1997.05 무궁화 훈장

## 참고자료
대한민국 과학기술유공자 홈페이지 
한국 화학계의 큰 스승 故 김순경 템플대 명예교수 